# Dale Torborg
Dale Torborg (født d. 24. oktober 1971) er en amerikansk baseballtræner for Chicago White Sox og tidligere fribryder for World Championship Wrestling.

## Karriere

### World Championship Wrestling
Dale Torborg mødte Hulk Hogan på et fly engang, og Hogan fik ham overtalt til at prøve lykken i wrestling. Dale Torborg slog efter mange år igennem på WCW tv som The KISS Demon, en figur baseret på Glam rock bandet KISS. WCW, der dengang blev styret af Eric Bischoff, havde fået en aftale i hus med frontmanden Gene Simmons om en wrestler der repræsenterede KISS. Dale Torborg fik dog meget minimal succes i denne figur. Da WCW gav Eric Bischoff sparket, blev figuren udelukkende brugt som jobber, til wrestlere der ikke engang selv var stjerner. Figuren forsvandt da Eric Bischoff og Vince Russo overtog magten i april 2000. Dog vendte The KISS Demon tilbage i sommeren 2000, og fejdede med Vampiro, kort tid efter Vampiro havde besejret Sting i en Inferno match. The Demon og Vampiro havde en Graveyard match ved WCW Bash at the Beach hvor Vampiro besejrede ham, og derefter begyndte The Demon at opføre sig som en håndlanger for Vampiro. Det var her Dark Carnival blev dannet, en gruppe der bestod af galninge, alle iført ansigtsmaling. The Demon forlod dog gruppen, og hjalp Sting mod dem. Herefter forsvandt Torborg fuldstændig. 

### Efter wrestling
Torborg blev styrketræner for Baseball holdet, Chicago White Sox. Han oplevede dog få comebacks til wrestling, da TNA i 2006 bragte ham ind i en såkaldt Basebrawl fejde, hvor han, baseball spilleren A.J. Pierzynski og en wrestler, kæmpede mod tre wrestlere der havde generet baseball sporten. 

## Privat
Dale Torborg er gift med Asya, kvindewrestleren fra World Championship Wrestling.